# Volvo V60
La Volvo V60 è un'autovettura di tipo familiare prodotta dalla casa automobilistica svedese Volvo a Torslanda da settembre 2010.
La V60 è realizzata sul telaio con passo accorciato dell'ammiraglia S80 (la piattaforma Y20 utilizzata anche dalla V70 e dalla XC60).
L'autovettura possiede una carrozzeria a cinque porte e cinque posti e le linee esterne la pongono a cavallo tra il segmento D e il segmento E.
Nel 2018 è stata lanciata la seconda generazione.

## Prima serie 155/157 (2010-2018)

### La filosofia di progetto
È una familiare ma con una linea quasi da coupé, anche grazie all'accentuato profilo cuneiforme ed alla silhouette delle fiancate, fanno sì che risulti una doppia onda che va dai proiettori anteriori alle luci posteriori.
L'idea non è di sostituire lo zoccolo duro delle Wagon, rappresentato da V70 ed XC70, ma creare una declinazione sportiva del concetto Wagon: SportWagon è definita in Volvo la nuova V60. Nel 2013, come tutta la gamma (ad eccezione della V40 e della XC90 della quale l'anno successivo sarebbe stata presentata la seconda generazione) viene sottoposta a un restyling che cambia i paraurti facendo sembrare l'auto più bassa e larga e altri dettagli che migliorano l'eleganza.

### La sicurezza
Sulla Volvo V60 troviamo dei nuovi e sofisticati sistemi di sicurezza automobilistica sviluppati nel centro sicurezza di Göteborg.
Tra questi spicca il sistema Pedestrian Detection che grazie ad un radar di ultima generazione, posizionato sulla griglia anteriore dell'auto, riesce a identificare le sagome degli individui o di un veicolo che precede e valutarne la distanza.
Grazie al radar dual mode, è anche possibile rilevare in anticipo la presenza di pedoni che stanno per immettersi in strada.
La tecnologia segue gli stessi principi dell'occhio umano e, come accade per il nostro apparato visivo, è possibile che la funzionalità della videocamera risulti ridotta in determinate condizioni di luce, al buio e in caso di maltempo.
Nel caso in cui un pedone o un veicolo si immetta dinanzi a noi in modo frettoloso, il Pedestrian Detection, in associazione con il Collision Warning, provvede (al di sotto dei 35 Km/h) a bloccare completamente l'auto, anche senza aver effettuato alcuna pressione sul pedale del freno.
In caso di emergenza, il conducente viene dapprima avvisato da un segnale sonoro, abbinato a una luce a intermittenza sull'head-up display del parabrezza. Per generare una reazione immediata e intuitiva, questo avviso somiglia alle luci di frenata. Nel frattempo, i freni dell'auto vengono pre-caricati (sistema Pre-Fill). Se il conducente non reagisce all'avvertimento e si profila un incidente, viene applicata automaticamente la massima forza frenante.
Inoltre, sono disponibili:
- Driver Alert Control (DAC): un dispositivo che avvisa i conducenti stanchi e distratti. Questa funzione è in grado di monitorare il modo in cui l'auto procede tra i limiti di carreggiata e avverte il conducente in caso di variazione casuale o incontrollata della traiettoria di guida.
- Lane Departure Warning: avvisa il conducente se l'auto attraversa i limiti di carreggiata senza l'uso degli indicatori di direzione.
- Blind Spot Information System: aiuta a rilevare i veicoli che si trovano nell'angolo cieco posteriore, su entrambi i lati dell'auto. Una spia accanto allo specchietto retrovisore corrispondente si accende per segnalare il pericolo.
- Fari Bi-Xeno attivi: proiettori anteriori che seguono le curve della strada. Per ottenere la migliore illuminazione possibile quando si guida al buio su strade tortuose.
- Speed Limiter: un limitatore elettronico, blocca la velocità massima impostata dal conducente, senza che questo debba continuamente guardare il tachimetro.
- RollOver Protection System (ROPS): Una tecnologia a sensori giroscopici garantisce l'intervento dei pretensionatori delle cinture di sicurezza e degli airbag a tendina in caso di ribaltamento.

Tra i vari altri sistemi di sicurezza, la V60 è anche dotata di un avanzato sistema di protezione dagli impatti laterali (Side Impact Protection System), airbag laterali installati nei sedili, airbag a tendina e sistema di protezione dai colpi di frusta (Whiplash Protection System).

### La tecnica
Esistono due versioni telaistiche di V60: una destinata al mercato europeo, caratterizzata dall'innovativo assetto dinamico, mentre in alcuni altri mercati si offrirà un assetto più morbido con la variante dinamica disponibile come optional.
La differenza tra i due telai risiede negli ammortizzatori e nei telaietti all'anteriore e al posteriore. Qui la variante Touring offre una regolazione più soft in grado di favorire una guida armoniosa su superfici stradali non ottimali.
Oltre ai due telai standard, tutte le V60 possono essere dotate del telaio attivo opzionale FOUR-C (Continuously Controlled Chassis Concept), modificato e perfezionato appositamente per la nuova Serie 60.
Si tratta di un sistema di autoregolazione del telaio che utilizza alcuni sensori per controllare continuamente il comportamento dell'auto. Gli ammortizzatori, sviluppati in collaborazione con la svedese Öhlins, sono regolati per adattarsi alle condizioni di guida del momento in pochi decimi di secondo.
A seconda delle esigenze del conducente o per meglio filtrare le asperità del manto stradale, è sufficiente che lo stesso prema un pulsante per definire il carattere dell'auto: Comfort, Sport o Advanced.
Per quanto riguarda lo sterzo, si è intervenuti sul rapporto di demoltiplicazione, in modo da renderlo del 10% più rapido rispetto ai modelli precedenti, e dare così una maggiore sensazione di padronanza ed agilità del veicolo. I tubi più spessi e l'isolatore più rigido del piantone dello sterzo aumentano del 100% la rigidità torsionale. Ciò ha anche contribuito alla sensazione migliorata di contatto diretto con le ruote e con la strada.
Le sospensioni anteriori presentano bielle più spesse rispetto al telaio sportivo della Volvo S80. L'aumento del 47% della rigidità consente alla struttura di assorbire maggiormente i carichi laterali. Le molle stesse sono più corte e rigide di prima. La frequenza di Eigen è stata aumentata del 10%.
Le boccole sono più rigide rispetto a quanto si verifica su altri telai sportivi Volvo. Sulle sospensioni anteriori, la rigidità è aumentata del 50%. Le boccole del telaietto anteriore e posteriore presentano una rigidità doppia rispetto ai modelli precedenti. Anche le boccole del braccio di collegamento sono state ottimizzate per una guida sportiva con un controllo totale.
I supporti degli ammortizzatori posteriori sono costruiti in PUR (poliuretano) anziché in gomma, una soluzione che fornisce un migliore equilibrio tra comfort e controllo dinamico.
Per quanto riguarda i dispositivi di aiuto alla guida ritroviamo una versione perfezionata del DSTC Volvo (Dynamic Stability and Traction Control): Advanced Stability Control.
Grazie ad un sensore dell'angolo di rollio, è possibile individuare ogni eventuale tendenza allo scivolamento in modo repentino. Ciò significa che il sistema antisbandamento può subentrare prima e con maggiore precisione.
Una soluzione che va a tutto vantaggio dell'efficacia nel caso di guida caratterizzata da notevoli forze laterali e migliora la gestione del veicolo nelle manovre necessarie per evitare rapidamente una situazione di pericolo.
Andando ad elencare tutte e caratteristiche dell'ASC, troviamo:
- Il sistema Engine Drag Control impedisce alle ruote di bloccarsi quando viene utilizzato il freno motore su una superficie sdrucciolevole.
- Il sistema DSTC dispone di un'impostazione sportiva che consente una guida più attiva. Disattivando il sistema di controllo del pattinamento, l'auto consente un maggior sovrasterzo e permette un angolo di sbandata posteriore più ampio.
- Il sistema Trailer Stability Assist consente di attenuare il movimento a zig-zag che può verificarsi quando si traina un rimorchio o una roulotte. L'auto è stabilizzata mediante la frenatura di una o più ruote e la riduzione della coppia.

Assieme all'ASC, lavora il nuovo sistema di controllo della percorrenza in curva: il Corner Traction Control che è un meccanismo elettronico che utilizza il controllo direzionale della coppia in modo da permettere all'auto di curvare in modo più fluido. Praticamente in curva, la ruota interna dell'auto viene frenata e quindi a quella esterna viene fornita più coppia.
Una sorta di differenziale elettronico a slittamento limitato.
L'impianto frenante si compone di:
- Il sistema Ready Alert Brakes è in grado di prevedere eventuali necessità di frenata rapida. Le pinze dei freni vengono chiuse leggermente sui dischi ancora prima che il conducente prema il freno.
- Hydraulic Brake Assist aiuta il conducente a frenare nella distanza più breve possibile. In una situazione di emergenza in cui il conducente non preme il pedale del freno abbastanza rapidamente e con forza sufficiente, l'Hydraulic Brake Assist può consentire l'utilizzo ottimale del sistema ABS e ridurre la distanza di arresto complessiva.
- Optimised Hydraulic Brakes è un sistema che amplifica la capacità frenante in caso di frenata brusca utilizzando la forza idraulica per compensare un'insufficiente pressione di funzionamento sul servofreno.
- Il Fading Brake Support utilizza l'impianto idraulico per far aumentare gradatamente la pressione nell'impianto frenante nelle situazioni in cui i freni vengono utilizzati a fondo e ripetutamente. Si evita così la perdita di efficienza degli stessi e si mantiene la sensibilità del pedale.
- L'auto è dotata di Electronic Parking Brake di serie, ovvero un freno di stazionamento elettronico.

### V60 Polestar

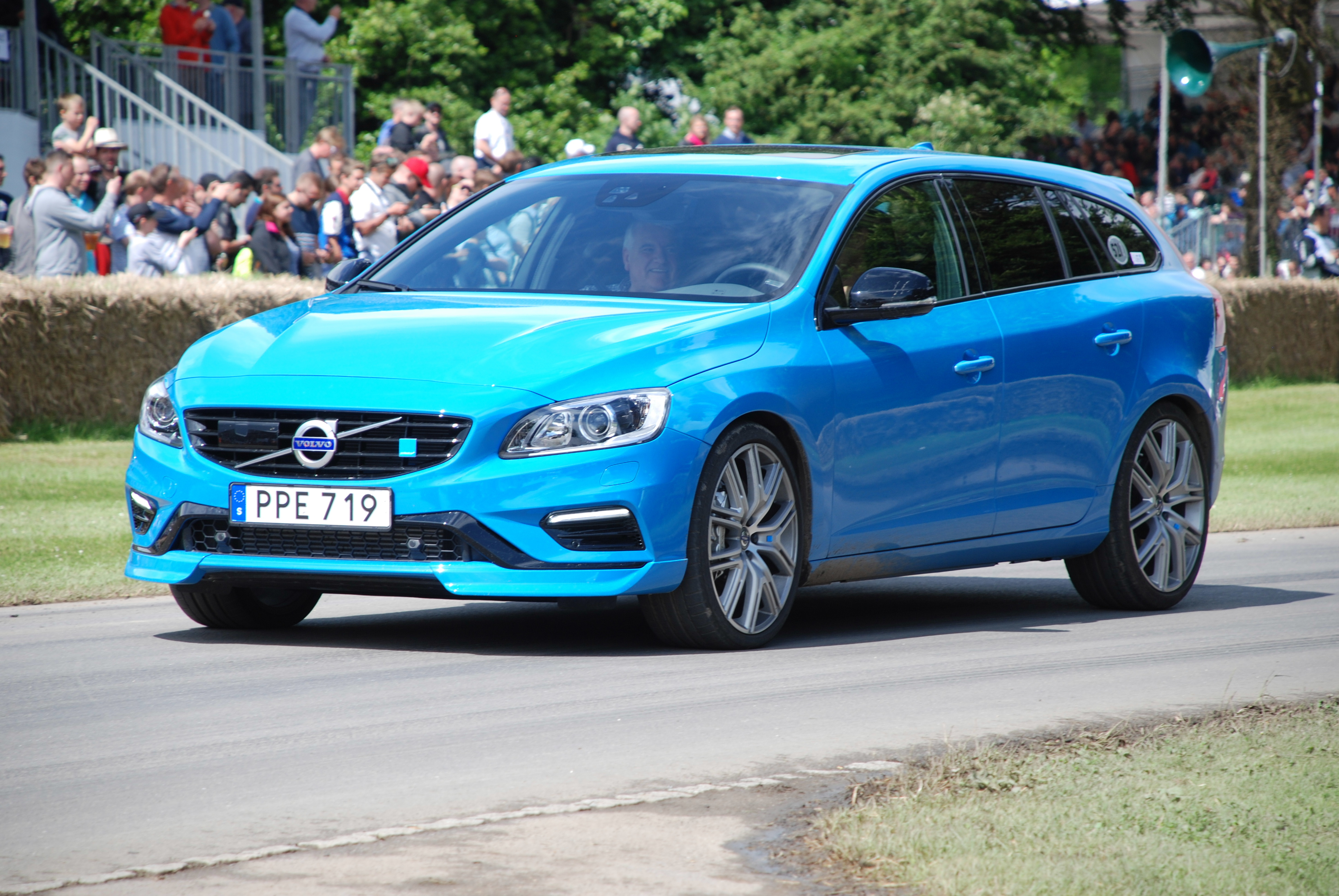
Volvo V60 Polestar 2017

Nel 2015 Volvo ha presentato una versione sportiva della Volvo V60. Il motore è un T6 6 cilindri in linea turbocompresso potenziato, da 350 cv, che va da 0-100 km/h in 4,8 secondi, con una velocità massima autolimitata a 250 km/h. Successivamente questa versione vede la sostituzione del motore in favore in un 2 litri 4 cilindri in grado di erogare 367cv. Fanno parte della dotazione gli specchietti esterni in fibra di carbonio, riscaldati e regolabili elettricamente, griglia con inserti neri con finitura ultra lucida, dischi dei freni anteriori da 371 mm ventilati, diffusore posteriore e ripartitori d'aria anteriori, spoiler posteriore, inserti decorativi in fibra di carbonio.

### La gamma motori
Abbiamo 8 motori in gamma: 3 diesel e 5 benzina, tutti turbocompressi.
|                              | Benzina T3                                  | Benzina T4                                  | Benzina 2.0T                                | Benzina T5                                  | Benzina T6                                  | DRIVe                                        | Diesel D3                                    | Diesel D5                                                 |
| ---------------------------- | ------------------------------------------- | ------------------------------------------- | ------------------------------------------- | ------------------------------------------- | ------------------------------------------- | -------------------------------------------- | -------------------------------------------- | --------------------------------------------------------- |
| Codice Motore                | B4164T3                                     | B4164T                                      | B4204T6                                     | B4204T7                                     | B6304T4                                     | D4162T                                       | D5204T2                                      | D5244T10                                                  |
| Tipo Motore                  | 4 cil. In linea, turbo                      | 4 cil. In linea, turbo                      | 4 cil. In linea, turbo                      | 4 cil. In linea, turbo                      | 6 cil. In linea, turbo                      | 4 cil. In linea, turbo-diesel                | 5 cil. In linea, turbo-diesel                | 5 cil. In linea, turbo-diesel                             |
| Trazione                     | Anteriore                                   | Anteriore                                   | Anteriore                                   | Anteriore                                   | Integrale                                   | Anteriore                                    | Anteriore                                    | Anteriore / Integrale                                     |
| Cilindrata, cm³              | 1596                                        | 1596                                        | 1999                                        | 1999                                        | 2953                                        | 1560                                         | 1984                                         | 2400                                                      |
| Alesaggio, mm                | 79,00                                       | 79,00                                       | 87,50                                       | 87,50                                       | 82,00                                       | 75,00                                        | 81,00                                        | 81,00                                                     |
| Corsa, mm                    | 81,40                                       | 81,40                                       | 83,10                                       | 83,10                                       | 93,20                                       | 88,30                                        | 77,00                                        | 93,15                                                     |
| Rapporto di compressione     | 10,0:1                                      | 10,0:1                                      | 10,0:1                                      | 10,0:1                                      | 9,3:1                                       | 16,0:1                                       | 16,5:1                                       | 16,5:1                                                    |
| Sistema Gestione Motore      | Iniezione diretta a carica stratificata SFI | Iniezione diretta a carica stratificata SFI | Iniezione diretta a carica stratificata SFI | Iniezione diretta a carica stratificata SFI | Iniezione diretta a carica stratificata SFI | Iniezione diretta Common rail 4ª Generazione | Iniezione diretta Common rail 4ª Generazione | Iniezione diretta Common rail 4ª Generazione              |
| Potenza Kw - Cv              | 110 kW (150 CV) / 5700 rpm                  | 136 kW (180 CV) / 5700 rpm                  | 149 kW (203 CV) / 6000 rpm                  | 177 kW (240 CV) / 5500 rpm                  | 224 kW (304 CV) / 5600 rpm                  | 84 kW (115 CV) / 3600 rpm                    | 120 kW (163 CV) / 2900 rpm                   | 151 kW (215 CV) / 4000 rpm                                |
| Coppia motrice, N m          | 240 / 1600-4000 rpm                         | 240 (Overboost a 270) / 1600-5000 rpm       | 300 (Overboost a 320) / 1750-4000 rpm       | 320 / 1800-5000 rpm                         | 440 / 2100-4200 rpm                         | 270 / 1750-2500 rpm                          | 400 / 1380-2880 rpm                          | 440 / 1500-3000 rpm                                       |
| Trasmissione                 | Manuale                                     | Manuale / Automatica                        | Manuale / Automatica                        | Manuale / Automatica                        | Automatica                                  | Manuale                                      | Manuale / Automatica                         | Manuale / Automatica                                      |
| Modello Cambio               | MMT6 Z3 FD                                  | MMT6 Z3 FD / MPS6-7                         | MMT6 Z3 FD / MPS6-7                         | MMT6 Z3 FD / MPS6-7                         | AW TF-80SC                                  | M66K F1A / AW TF-80SC                        | MMT6 W3                                      | M66D F3A / AW TF-80SC (tr.ant.) / AW TF-80SC (tr.integr.) |
| Accelerazione, 0–100 km/h, s | 9,7                                         | 8,5 / 9,2                                   | 7,9 / 8,4                                   | 7,5 / 7,7                                   | 6,2                                         | 11,3                                         | 9,4 / 9,4                                    | 7,8 / 7,8 (tr.ant.) / 8,1 (tr.integr.)                    |
| Velocità massima, Km/h       | 205                                         | 220 /220                                    | 230 / 230                                   | 230 / 230                                   | 250                                         | 190                                          | 220 / 215                                    | 235 / 230 / 225                                           |
| Consumi, l/100 km            | 6,7                                         | 6,7 / 7,6                                   | 8,1 / 8,3                                   | 8,1 / 8,3                                   | 10,2                                        | 4,5                                          | 5,5 / 6,1                                    | 5,2 / 6,2 (tr.ant) / 6,5 (tr.integr.)                     |
| Emissioni di CO2 g/km        | 155                                         | 155 / 176                                   | 189 / 194                                   | 189 / 194                                   | 237                                         | 119                                          | 144 / 162                                    | 135 / 162 (tr.ant.) / 169 (tr.integr.)                    |
| Disponibilità                | 02-2011                                     | 02-2011                                     | da 09-2010 a 05-2011                        | 02-2011                                     | 09-2010                                     | 02-2011                                      | 09-2010                                      | 05-2011                                                   |

## Seconda serie 225/227 (2018-)

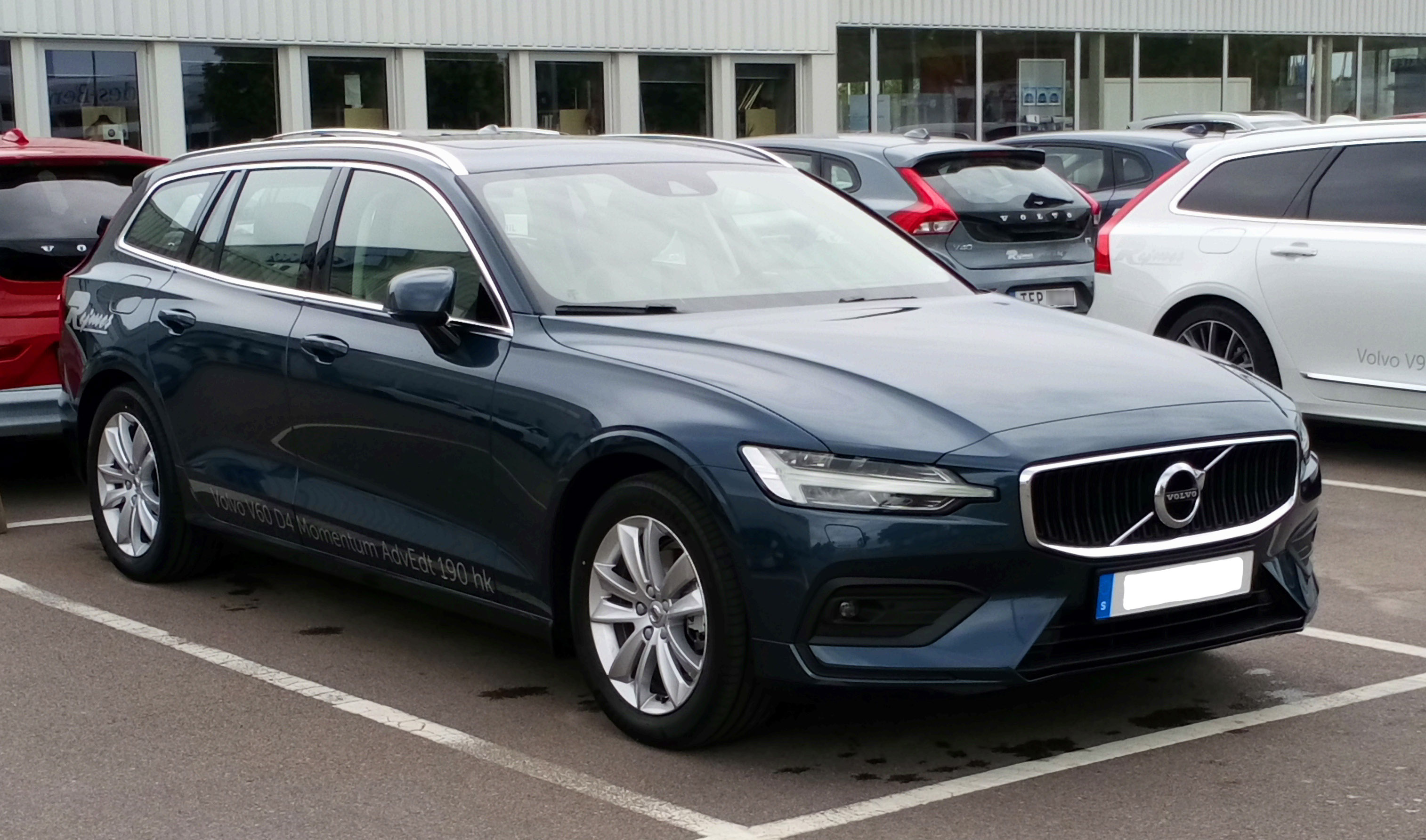
V60 del 2018

Nel 2018 viene presentata la seconda serie della Volvo V60, al salone dell'automobile di Ginevra. Riprende lo stile della sorella maggiore V90, con la quale condivide la meccanica, tranne le sospensioni ad aria, che sulla V60 non sono disponibili. La V60 offre di serie su tutti gli allestimenti l’avviso anti-colpo di sonno, i fari full led, il sistema di mantenimento di corsia, la telecamera di riconoscimento dei segnali stradali e la frenata automatica d’emergenza. Gli aiuti alla guida più evoluti, come il cruise control adattativo che lavora col mantenimento attivo di corsia (la casa lo chiama Pilot Assist), sono nei pacchetti IntelliSafe Assist (da 1.650 euro).